# Вулиця Шевченка (Луцьк)
Вулиця Шевченка — вулиця Луцька, що починається на перетині проспекту Волі з вулицею Юліуша Словацького за театром імені Тараса Шевченка, перетинає вулицю Набережну, міст через річку Стир, та звертає паралельно до берега на південь до Ковельської. Західна частина вулиці пролягає житловим районом, відомим як Кічкарівка.
На вулиці Шевченка розташовані Луцьке міське управління освіти, Обласна дитячо-юнацька спортивна школа, Обласна інфекційна лікарня, Волинський коледж культури і мистецтв імені Ігоря Стравінського, Будинок учителя, Управління державної міграційної служби України, Луцький міськрайонний суд, Управління фінансів Луцької райдержадміністрації та Відділ культури і туризму Луцького району, чимало торговельних закладів.

## Історія
Сучасна вулиця Шевченка виникла на місці стародавнього Володимирського шляху та Водопійної вулиці.
Володимирський шлях відомий з кінця XVI століття. Він тягнувся з Луцька у Володимир-Волинський крізь Черчицьку переправу через Стир на захід. З появою Красненської переправи, а в середині XIX століття — мосту через річку, шлях скоротився. Його старий фрагмент з кінця XIX століття відомий як Зелена вулиця (сучасна вулиця з такою ж назвою знаходиться далеко західніше). Там був розташований спиртовий склад з механізованим колодязем, та повітова скарбниця. В 1916 році комітетом січових стрільців на Зеленій було відкрито школу, котра згодом була названа на честь Тараса Шевченка.
Вулиця Водопійна виникла у XVIII столітті для відведення коней на водопій до Стиру від конюшень кінного полку Литовського корпусу, розміщеного на території нинішнього Театрального майдану. Ця вулиця сполучалась із Староволодимирським трактом. Біля конюшень знаходилось Марсове поле (територія для парадів), котре згодом замінив ярмарок. Водопійна дорога стала вулицею, в кінці XIX — на початку XX століття її було вимощено, пробурено артезіанський колодязь. На кінці вулиці було розташовано міський пляж, купальні та позичальню човнів. На Староволодимирській селилися військові, переважно відставні вищі офіцери. У 1916 році, після звільнення Луцька з-під австрійської окупації, Староволодимирська змінила назву на Брусиловська та отримала статус проспекту. Вона вела до мосту через Стир, сполучаючись із Зеленою мостом.
Під час влади УНР Зелену та Брусиловську було об'єднано та названо вулицею Тараса Шевченка. В міжвоєнний час вулиці знову було розділено. Правобережна (східна) частина отримала назву Люблінської та пізніше Унії Люблінської. Лівобережна ж (західна) зберегла назву Тараса Шевченка. З 1939 року вулиці знову об'єднано під назвою Тараса Шевченка.
У 1991 бічні вулиці отримали назви на честь творів Шевченка: Заповітна, Гайдамацька.

## Архітектура
У 1962 році на вулиці Шевченка було збудовано спортивну школу на місці колишнього дерев'яного спортзалу. Величезна споруда із вільним внутрішнім простором була новаторським об'єктом в архітектурі міста через великі тришарнірні арки, які підтримують стелю і формують стіни. Згодом тут з'явилося велике настінне сграфіто Віктора Шингура.

## Розвиток дорожньої інфраструктури
У листопаді 2020 року камери відеоспостереження інтегрованої системи «Безпечне місто Луцьк» встановили на кругових перехрестях Шевченка – Набережна та Шевченка – Чернишевського.
Через аварійний стан моста через Стир та його невідповідність сучасним вимогам, влада міста запланувала провести капітальний ремонт і розширити міст.  